# Blind Melon
Blind Melon (с англ. — «Слепая дыня») — американская рок-группа, сформированная в конце 1980-х в Лос-Анджелесе двумя выходцами из Миссисипи и одним из Индианы. Коллектив наиболее известен благодаря хит-синглу «No Rain» (1993) и своему одноимённому альбому, который был тепло встречен критиками за необычный неопсиходелический подход музыкантов к альтернативному року.
После выпуска двух пластинок на мейджор-лейбле Capitol Records группа организовала масштабное гастрольное турне, во время которого произошла трагедия, поставившая под вопрос её дальнейшее существование: от передозировки кокаина погиб фронтмен Шэннон Хун. Оставшиеся музыканты взяли паузу на четыре года, после чего объявили о роспуске коллектива. Тем не менее, в 2006 году они решили воссоединиться, пригласив нового вокалиста, Трэвиса Уоррена (из группы Rain Fur Rent), и записав с ним третий альбом — For My Friends. Уоррен покинул группу два года спустя, однако после 2010 года снова периодически выступал с Blind Melon. С 2018 года музыканты работают над новым альбомом.

## История

### Формирование, дебют и завоевание популярности (1990—1993)
Blind Melon была образована в Лос-Анджелесе в марте 1990 года музыкантами Роджерсом Стивенсом (гитара) и Брэдом Смитом (бас) из Уэст-Пойнта, штат Миссисипи, а также Шэнноном Хуном, уроженцем Лафайетта, штат Индиана. Вскоре к группе присоединился ещё один гитарист — Кристофер Торн, родом из Пенсильвании; после чего музыканты убедили барабанщика Глена Грэма переехать в Калифорнию из Миссисипи, так как не смогли найти в Лос-Анджелесе подходящего ударника. Название группы было вдохновлено прозвищем Смита, которое он носил среди хиппи, оно являлось отсылкой к блюзовому музыканту Блайнду Лемону Джефферсону, а также к персонажу одного из альбомов комедийного дуэта Чич и Чонг «Blind Melon Chitlin'».
В 1991 году группа дебютировала с демозаписью The Goodfoot Workshop, которая содержала четыре песни. В том же году коллектив заключил контракт с лейблом Capitol Records, студийные сессии коллектива курировал продюсер Дэвид Бриггс приглашённый лично исполнительный директор компании — Тимом Дивайном. По итогу работы был записан мини-альбом The Sippin' Time Sessions, однако он так и не был выпущен из-за неудовлетворенности музыкантов качеством продюсирования, которое, по их мнению, привело к чересчур «гладкому и неестественному» результату. Дружба и сотрудничество Хуна с фронтменом группы Guns N' Roses Экслом Роузом принесла дополнительную известность Blind Melon, поскольку Хун записал бэк-вокал для нескольких треков на альбоме Use Your Illusion I, включая хит-сингл «Don’t Cry». В конце того же года Blind Melon отправилась в турне на разогреве у Soundgarden.
По предложению руководства Capitol группа переехала в Дарем, сочинив там свой одноимённый альбом с продюсером Риком Парашаром, известным по работе над диском Ten группы Pearl Jam. Студийные сессии проходили в сиэтлской студии London Bridge Studios, бо́льшая часть альбома была записана вживую с минимальным количеством наложений. Релиз пластинки состоялся в сентябре 1992 года, первоначально продажи были низкими, однако в июле следующего года песня «No Rain» стала хитом на MTV, за счёт чего группа добилась международного признания. Музыканты Blind Melon были пионерами техники двойной гитары, когда оба гитариста играли одни и те же аккорды, но в разных октавах, один дисторшном — другой без. Оба гитариста часто использовали технику приглушения, чтобы подчеркнуть пространство между аккордами. В итоге, альбом получил четырехкратный «платиновый» статус, достигнув 3-го места в Billboard 200.

### Второй альбом и смерть Хуна (1993—1995)
Группа активно гастролировала в поддержку своего дебютного диска, выступая в Европе и Мексике, также отыграв несколько концертов на разогреве у Нила Янга и Ленни Кравица в конце 1993 года. В следующем году они приняли участие в масштабном фестивале Woodstock '94, а также открыв несколько шоу на разогреве на разогреве у The Rolling Stones, которые гастролировали в поддержку своего альбома Voodoo Lounge. На фоне растущего успеха, группа начала испытывать личные и юридические проблемы, связанные со злоупотреблением наркотиками и алкоголем, что привело к нескольким курсам реабилитаций Хуна. В том же году музыканты были номинированы на премию «Грэмми» в категории «Лучший новый исполнитель», однако проиграли певице Тони Брэкстон. В свою очередь композиция «No Rain» получила номинацию за «Лучшее вокальное рок-исполнение дуэтом или группой».
В 1994 году музыканты переехали в Новый Орлеан, чтобы начать работу над своим вторым альбомом, Soup, с продюсером Энди Уоллесом. Запись была выпущена в 1995 году, и демонстрировала более короткие песни с менее традиционным содержанием для альтернативного рока, в том числе с влиянием новоорлеанского джаза, а также добавлением духовых секций и таких специфических инструментов как мандолина и банджо. В тексте композиции «St. Andrew’s Fall» упоминался прыжок самоубийцы, «Skinned» повествовала о жизни серийного убийцы, а «New Life» — о предстоящем рождении дочери Хуна. Бэк-вокал в песне «Mouthful of Cavities» был исполнен Дженой Краус, которая впоследствии записала сольный материал с Торном и Смитом. Несмотря на дебют первого сингла пластинки, «Galaxies», на 25-й строчке чарта Billboard, в итоге диск не оправдал финансовых ожиданий и продавался хуже своего предшественника.
В том же году Blind Melon поучаствовали в записи трибьют-альбом Encomium посвящённого группе Led Zeppelin, исполнив в нём песню «Out on the Tiles». А также записали кавер-версию песни «Three is a Magic Number» для сборника Schoolhouse Rock! Rocks. Хотя их вариант «Three is a Magic Number» не издавался в качестве сингла, он очень понравился поклонникам группы и впоследствии фигурировал в нескольких фильмах: «Нецелованная», «Чуваки» и «Он, я и его друзья». Рецензент портала AllMusic Тереза Лавек похвалила мелодию за «отличные вибрации в стиле 1970-х», а также за «джемовые ритмы».
Вопреки совету медиков из реабилитационного центра, Хун решил отправиться в очередное турне. Первоначально группа наняла консультанта, который должен был сопровождать фронтмена и удерживать его от очередного наркотического срыва, однако он вскоре был уволен, так как не справился со своей задачей. После концерта в Новом Орлеане Хун ушёл в очередной наркотический загул, утром (21 октября 1995 года) он был обнаружен мёртвым в гастрольном автобусе. Согласно заключению медиков вызванных на место трагедии, музыкант скончался от сердечного приступа, вызванного передозировкой кокаином.

### Дальнейшие события и расформирование (1995—1999)
Оставшиеся музыканты решили продолжить творческую деятельность и нанять нового вокалиста, хотя в итоге на это ушло 10 лет. В 1996 году они выпустили альбом Nico, названный в честь дочери Хуна, которой было всего 13 недель, когда умер ее отец. Лонгплей включал неизданные песни записанные во время студийных сессий предыдущего альбома, а также несколько композиций, записанных с частичной инструментовкой. Заключительный трек, «Letters from a Porcupine», был записан в виде телефонного звонка оставленного Хуном на автоответчике Торна. Альбом также включал кавер-версии песен группы Steppenwolf и Джона Леннона. Все доходы от продажи диска были направлены его дочери, а также фондам помогающим музыкантам справиться с наркотической зависимостью. В 1997 году видео на песню «Letters from a Porcupine» было номинировано на «Грэмми» в категории «Лучший музыкальный фильм», однако проиграло концерту Jagged Little Pill, Live певицы Аланис Мориссетт.
Обсуждая в интервью с газетой The Guardian смерть музыканта, Джиа Десантис, бывший диджей KROQ, а ныне руководитель одного из маркетинговых отделов Capitol Records, которая работала с группой, сказала: «У Шэннона был магнетизм. Ты не мог отвести от него глаз. Они [группа] знали, что любой новый вокалист, который будет петь его [Хуна] песни, потеряет в былом магнетизме». Она также подчеркнула, что «группа осознаёт, что ее глава была закрыта после смерти Хуна, потому что он стал лицом их музыки благодаря клипам, особенно „No Rain“» видео, которое попало в список VH1 «100 величайших музыкальных видео всех времён».
Во время периода поиска нового фронтмена отношения между музыкантами группы ухудшились. Не найдя замены Хуну, 4 марта 1999 года они объявили, что группа прекращает творческую деятельность. Оставшиеся участники занялись другими музыкальными проектами, к примеру Торн и Смит посвятили своё свободное время с Unified Theory — группе, которую основали годом ранее.

### Годы неактивности (1999—2006)
В 2002 году Capitol Records выпустили двенадцатипесенную компиляцию группы получившую название Classic Masters. Благодаря высокому интересу к этому релизу в 2005 году музыканты решили выпустить сборник своих лучших хитов The Best of Blind Melon, помимо компакт-диска издание включало DVD, который содержал концерт группы в Чикаго 1995 года. 15 декабря 2006 года новозеландский лейбл Yakmusic выпустил трибьют-альбом посвящённый творчеству Blind Melon, в его записи приняли участие коллективы со всего мира. В апреле 2006 года Capitol Records выпустили концертный диск Live at the Palace.

### Воссоединение, третий альбом и перерыв (2006—2010)
15 сентября 2006 года Blind Melon объявили о своей воссоединении, новым вокалистом был приглашён Трэвиса Уоррен (ранее выступавший в Rain Fur Rent). 9 ноября состоялся дебют трёх новых песен — «Make a Difference», «For My Friends» и «Harmful Belly». 7 октября 2007 года музыканты впервые за последние двенадцать лет отыграли концерт, который состоялся в Провиденсе, штат Род-Айленд.
4 марта 2008 года последовал релиз «Wishing Well» — первого сингла с третьего студийного альбома группы, выпуск которого совпал с началом с американского турне коллектива. Альбом For My Friends был выпущен 22 апреля 2008 года на лейбле Adrenaline Records. 17 сентября 2008 года была опубликована биография группы написанная Грэгом Прато «A Devil on One Shoulder and an Angel on the Other: The Story of Shannon Hoon and Blind Melon». Вскоре после этого состоялась европейская часть турне.
6 ноября 2008 года группа объявила об уходе Уоррена, несмотря на запланированные концерты. Первоначально группа планировала отыграть оставшиеся шоу с вокалистом Крисом Шинном из Unified Theory. Однако впоследствии от этой идеи отказались, и тур был отменен. Несмотря на это, Уоррен всё таки вернулся и отыграл с группой свой последний концерт в Дирборне (31 декабря 2008 года).
В апреле 2009 года Capitol Records выпустила четырехдорожечный мини-альбом Deep Cuts в качестве цифрового релиза. Несмотря на паузу в деятельности Blind Melon музыканты активно занимались другими проектами: Смит и Торн выступали с Codename Mike, в то время как Смит гастролировал с группой Revis (в качестве гостя), а Торн какое-то время играл в Awolnation. В свою очередь Грэм создал собственную группу Jakeleg со своим давним другом Джо Таллосом.

### Второе воссоединение и новый альбом (с 2010)
2 ноября 2010 года Blind Melon объявили о своем втором воссоединении и возвращении Уоррена. Их первое выступление состоялось 27 ноября — они отыграли бесплатный концерт у подножия горы Аспен в Аспене, штат Колорадо. Музыканты продолжили давать периодические концерты в течение следующих нескольких месяцев, в том числе выступив на разогреве у Candlebox в Hard Rock Hotel в Альбукерке, 4 февраля 2011 года. Также, 5 сентября группа отыграла шоу на фестивале Rest Fest (Фредерик, штат Мэриленд) в качестве хедлайнеров.
В 2012 году они гастролировали по Южной Америке, выступив в Чили и Аргентине, а затем в Западной Европе. В конце того же года Грэм так обрисовал положение группы: «Blind Melon по-прежнему является функционирующим коллективом, Трэвис Уоррен — наш нынешний вокалист, кем он и являлся с 2007 года; однако мы даём лишь периодические концерты и в настоящее время не планируем записывать полноформатные альбомы».
В 2015 году группа отыграла два шоу подряд (New Year’s Eve и New Year’s Day) в Лафайетте, на которых присутствовала мать Шэннона Хуна. Нико Блю, дочь Хуна, вышла на сцену, чтобы спеть песню «Change».
После этого коллектив несколько лет работал над новым материалом, который должен был стать идейным наследником альбома For My Friends. В июльском интервью 2018 года для Consequence of Sound Кристофер Торн заявил: «Я смикшировал новый сингл или скорее, правильнее сказать, новую песню для следующего альбома Blind Melon. Мы написали кучу материала, и у нас есть песня и видео, так что мы просто смикшировали новую песню вчера вечером». Торн также сообщил, что группа подготовила около восьми песен для будущей пластинки с декабря прошлого года в его студии в Силвер-Лейк, однако добавил, что пока не располагает точной датой выхода нового альбома.

## Участники коллектива
Нынешние музыканты
- Трэвис Уоррен — ведущий вокал, акустическая гитара (2006—2008, 2010—настоящее время)
- Роджерс Стивенс[англ.] — соло-гитара (1990—1999, 2006—настоящее время)
- Кристофер Торн — ритм-гитара (1990—1999, 2006—настоящее время)
- Брэд Смит — бас-гитара, бэк-вокал (1990—1999, 2006—настоящее время)
- Глен Грэм — ударные (1990—1999, 2006—настоящее время)

Бывшие музыканты
- Шэннон Хун — ведущий вокал, акустическая гитара (1990—1995; умер от передозировки)

## Дискография

### Студийные альбомы
- Blind Melon (1992)
- Soup[англ.] (1995)
- For My Friends[англ.] (2008)

### Компиляции невыпущенного материала
- Nico[англ.] (1996)

### Концертные альбомы
- Live at the Palace[англ.] (2006)

### Сборники
- Classic Masters: Blind Melon (2002)
- The Best of Blind Melon[англ.] (2005)